# Pla beta
En la dinàmica de fluids geofísica, una aproximació per la qual el paràmetre de Coriolis, f, s'estableix per variar linealment a l'espai s'anomena aproximació del pla beta.
En una esfera en rotació com la Terra, f varia amb el sinus de latitud; en l'anomenada aproximació del pla f, aquesta variació s'ignora i s'utilitza un valor de f adequat per a una latitud particular en tot el domini. Aquesta aproximació es pot visualitzar com un pla tangent que toca la superfície de l'esfera a aquesta latitud.
Un model més precís és una aproximació lineal de la sèrie de Taylor a aquesta variabilitat sobre una latitud determinada {\displaystyle \phi _{0}}:
{\displaystyle f=f_{0}+\beta y}, on {\displaystyle f_{0}} és el paràmetre de Coriolis a {\displaystyle \phi _{0}}, {\displaystyle \beta =(\mathrm {d} f/\mathrm {d} y)|_{\phi _{0}}=2\Omega \cos(\phi _{0})/a} és el paràmetre de Rossby, {\displaystyle y} és la distància meridional des de {\displaystyle \phi _{0}}, {\displaystyle \Omega } és la velocitat de rotació angular de la Terra, i {\displaystyle a} és el radi de la Terra.
En analogia amb el pla f, aquesta aproximació s'anomena pla beta, tot i que ja no descriu la dinàmica en un hipotètic pla tangent. L'avantatge de l'aproximació del pla beta sobre formulacions més precises és que no aporta termes no lineals a les equacions dinàmiques; aquests termes fan que les equacions siguin més difícils de resoldre. El nom "pla beta" deriva de la convenció per denotar el coeficient de variació lineal amb la lletra grega β.
L'aproximació del pla beta és útil per a l'anàlisi teòrica de molts fenòmens en la dinàmica de fluids geofísics, ja que fa que les equacions siguin molt més manejables, però conserva la informació important que el paràmetre de Coriolis varia a l'espai. En particular, les ones de Rossby, el tipus d'ones més important si es considera la dinàmica atmosfèrica i oceànica a gran escala, depenen de la variació de f com a força restauradora; no es produeixen si el paràmetre de Coriolis s'aproxima només com a constant.